# Adam Niedzielin
Adam Niedzielin (ur. 20 listopada 1969 w Lęborku) – polski pianista, kompozytor i aranżer.
Ukończył z wyróżnieniem Akademię Muzyczną w Katowicach na Wydziale Jazzu i Muzyki Rozrywkowej. Jest laureatem pierwszych nagród na konkursie Jazz Juniors w Krakowie w 1989 i 1993 roku, oraz trzeciego miejsca na Międzynarodowym Konkursie Improwizacji Jazzowej w Katowicach w 1992 roku.
W latach 90. współpracował z Big Bandem Zygmunta Kukli, z którym towarzyszył m.in. Maryli Rodowicz czy Zbigniewowi Wodeckiemu na festiwalach w Opolu i Kołobrzegu. Był członkiem zespołu Mariusza Lubomskiego, kwintetu Marka Bałaty. Uczestniczył w powstaniu zespołu Brathanki. Był jednym z założycieli i muzyków zespołu Indigo z Magdą Steczkowską.
Jest cenionym muzykiem sesyjnym (Chłopcy z placu broni, Tilt, Wawele, Pudelsi). Od lat prowadzi działalność edukacyjną ucząc w Krakowskiej Szkole Jazzu i Muzyki Rozrywkowej. Jest aranżerem i autorem muzyki dla wielu wykonawców, np. Olka Klepacza, Anny Treter, Andrzeja Krzywego, Magdy Steczkowskiej, Beaty Bednarz, Piotra Salaty.
Tworzy muzykę do spektakli i filmów. Za ścieżkę dźwiękową do filmu „Heniek” otrzymał wraz z Bartoszem Tomaszkiem I nagrodę w konkursie na Festiwalu Muzyki Filmowej im. Krzysztofa Komedy w Ostrowie Wielkopolskim.
Obecnie współpracuje z Magdą Steczkowską, Formacją Nieżywych Schabuff, Pod Budą, Krakowskim Przedmieściem, Piwnicą Św. Norberta, Anną Treter, Olkiem Klepaczem, Katarzyną Jamróz. Jest leaderem własnej formacji smoothjazzowej „Kreszendo”.